# Hit Man (película de 2023)
Hit Man es una película estadounidense de 2023, dirigida por Richard Linklater sobre un guion del propio Linklater y Glen Powell, y protagonizada por este último junto con Adria Arjona.
Hit Man se estrenó en el 80.° Festival Internacional de Cine de Venecia el 5 de septiembre de 2023 y se estrenó en cines selectos de Estados Unidos el 24 de mayo de 2024, antes de estrenarse en dicho país en streaming a través de Netflix el 7 de junio.

## Sinopsis
Gary Johnson es un tímido profesor universitario de filosofía que vive en Nueva Orleans. Se ha divorciado recientemente y lleva una vida tranquila con sus clases y un trabajo a tiempo parcial como consultor informático para el departamento de policía de la ciudad. Un día la policía le pide que se haga pasar por un sicario como parte de una operación destinada a detener a quienes intentan contratar a tales figuras. Sorprendentemente, Gary logra hacerse con el papel de modo exitoso y saca a relucir una habilidad natural para componer distintos tipos de sicarios según cada cliente específico, con la ayuda de disfraces, barbas y tatuajes. Sin embargo, se salta las reglas para ayudar a Maddy, una mujer desesperada que quiere matar a su marido maltratador, porque se enamora, comienza una relación con ella e intenta disuadirla de la decisión. Cuando de repente se encuentra en medio de un crimen real, todas las pruebas conducen hasta él.

## Reparto
- Glen Powell como Gary Johnson/Ron, profesor universitario y técnico que actúa como fingido asesino a sueldo por cuenta de la policía.[6][7]
- Adria Arjona como Maddy Masters, el interés amoroso de Gary.[6]
- Austin Amelio como Jasper, un policía encubierto.[8]
- Retta como Claudette, la oficial de policía para el que trabaja Gary.[9]
- Sanjay Rao como Phil, el oficial de policía para el que trabaja Gary.
- Evan Holtzman como Ray Masters, el marido de Maddy.
- Molly Bernard.[9]
- Mike Markoff.

## Producción
El argumento se basa en una historia real publicada en 2021 por Skip Hollandsworth en Texas Monthly. Hollandsworth y Linklater son amigos y habían colaborado ya en Bernie (2011). Durante la pandemia de Covid-19, Glen Powell leyó el artículo de Hollandsworth y se puso en contacto con Linklater, que ya lo conocía; ambos decidieron escribir el guion a partir de esa historia, añadiéndole un tercer acto. La acción se desarrolla en Nueva Orleans y no en Houston, como en la historia original, para aprovechar los incentivos que el Estado de Louisiana concedía a la producción del filme. El director quiso dar al filme una estética de los años 70 del siglo pasado, como un homenaje al cine de esa época.
Glen Powell había trabajado previamente con Linklater en Fast Food Nation (2006). El rodaje comenzó a principios de octubre de 2022 en Nueva Orleans, después de haber obtenido la productora un sólido paquete de preventas.

## Estreno
La película se estrenó el 5 de septiembre de 2023 en el 80.º Festival Internacional de Cine de Venecia de 2023, donde participó fuera de concurso; fue recibida con aplausos durante varias escenas y una ovación final de cinco minutos. También fue elegida para la selección oficial de Festival Internacional de Cine de Toronto, donde se proyectó desde el 11 de septiembre. Por último, se presentó asimismo en el Festival de Cine de Londres.
Netflix adquirió los derechos de distribución de la película por 20 millones de dólares en TIFF, lo que lo convierte en el acuerdo cinematográfico más grande del festival y de 2023, con planes para su estreno también en cines. Se estrenó en cines selectos de los Estados Unidos el 24 de mayo de 2024, antes de estrenarse en Netflix el 7 de junio de 2024. 

## Crítica
Manu Yáñez (Fotogramas) saluda la película como la mejor de su director desde Bernie, que «debe verse como un episodio más de la eterna meditación de Linklater en torno al ethos del inconformismo, vinculado a la posibilidad de mantenerse fiel a las propias convicciones». Como en Bernie, «se asienta, sin abandonar jamás la ligereza cómica, sobre las zonas de penumbra de la ética profesional y la moral humana», y «nos reconcilia con el poder transgresor de la comedia americana, un género que Linklater aborda añadiendo a su fórmula fílmica dosis extras de sensualidad y amoralidad».
Luis Martínez (El Mundo) escribe: «a medida que avanza Hitman la espiral se va enroscando hasta sencillamente el delirio. No hay escapatoria. [...] La genialidad y oficio del director consigue tener al espectador completamente prisionero de una trama frenética al mismo tiempo que le deja trampas en el camino para que se tropiece en sus convicciones más íntimas. Es una película para reír y para dudar que ni en solo segundo desconfía de la inteligencia de la audiencia».
Anna Maria Pasetti (Il Fatto Quotidiano) elogia el filme como «la comedia perfecta [...], sin duda una de las películas más aplaudidas, inteligentes y entretenidas» programadas en el Festival de Venecia, «de la que es justo elogiar el tono, el ritmo, la perfección de la escritura que tanto remite a la screwball comedy de autor, y también a la comedia de engaños y disfraces con sabor pirandelliano, el ajuste de las interpretaciones (¡¿pero dónde se escondía hasta ahora Glen Powell?!) y la factura global de una obra sofisticada que, al hacernos sonreír, en realidad nos hace frente a la fatal atracción estadounidense por las armas y los asesinatos».
Para Owen Gleiberman (Variety), que destaca la actuación de Powell y Arjona, «Hitman está repleta de momentos deliciosos, pero a pesar de lo divertida que es la película, tiene una trama que se extiende de una manera bastante desgarbada y se prolonga demasiado».
Según Leslie Felperin (The Hollywood Reporter), «la película tiene un toque excéntrico en el ritmo que parece cimentado, como muchas de las películas de Linklater, en un afecto profundo por los actores. Las actuaciones están enmarcadas con tanto cariño, desde los protagonistas hasta cada delincuente menor y artista de fondo, que el trabajo técnico apenas se nota: es solo un vehículo de reparto de una historia fantástica».